# Yoania flava
Yoania flava là một loài thực vật có hoa trong họ Lan. Loài này được K.Inoue & T.Yukawa mô tả khoa học đầu tiên năm 2002.